# Kungariket Sardinien
Kungariket Sardinien (även kallat Piemonte-Sardinien eller Sardinien-Piemonte) var ett kungarike i södra Europa, som existerade från det tidiga 1300-talet till mitten av 1800-talet. Kungariket var föregångaren till dagens Italien och var centrerat kring landsdelen Piemonte och ön Sardinien. Från och med år 1720 kontrollerades staten av huset Savojen. Huvudstaden skiftade en del, men blev till sist Turin. Kungariket var en viktig stormakt i Krimkriget (1853–1856).

## Historia

Kungariket Sardinien var en del av det Aragoniska riket på 1400-talet.

Ön Sardinien indelades före 1200-talets slut i fyra giudicati, vilket var självstyrande entiteter som gradvis utvecklats till arvfurstendömen. Emellertid fortsatte påven att hävda sin överhöghet över Sardinien. År 1297 förlänade påve Bonifatius VIII Sardinien, tillsammans med Korsika, till Jakob II av Aragonien och upprättade därmed Regnum Sardiniae et Corsicae ("Kungariket Sardinien och Korsika"). Den aragoniska kronan kunde dock inte upprätta de facto kontroll över ön förrän 1324, när kronprins Alfons (senare kung Alfons IV) erövrade Sardinien. Det dröjde dock många år av strider innan aragonierna kunde uppnå en fullständig kontroll över ön. 1434 förlorades Korsika till Genua. Efter föreningen av den aragoniska och kastilianska kronan, blev Sardinien en del av det växande Spanska imperiet.
Under det spanska tronföljdskriget kapitulerade öns huvudstad, Cagliari, inför den brittiska flottan. År 1708 blev ön österrikiskt territorium, vilket bekräftades genom freden i Utrecht 1713. Statsmannen Giulio Alberoni försökte å Spaniens vägnar att återta landets forna italienska besittningar och kom att invadera Sardinien 1717. Vid freden i London 1718 tvingades Viktor Amadeus II, hertig av Savojen och härskare över Piemonte, att avträda Sicilien till habsburgarna och erhöll i gengäld Sardinien. Två år senare, 1720, tillträdde Viktor Amadeus II formellt som "kung av Sardinien", när han förenade sina andra besittningar med ön. Rikets makt kom emellertid i praktiken att koncentreras till landsdelen Piemonte. Även om kungarikets huvudstad de jure var belägen i Cagliari på Sardinien, fungerade Turin i Piemonte som de facto-huvudstad.
När fastlandets stater blev ockuperade och så småningom annekterade av Napoleons Frankrike som republiken Alba, Piemontesiska republiken, Subalpinska republiken, republiken Italien och senare kungariket Italien tog kungen av Sardinien för första gången sin hemvist på ön Sardinien. Efter Wienkongressen (1814–1815) som omstrukturerade Europa efter Napoleons nederlag, återvände kungen till fastlandsdelen av sitt rike, vilken utökats med Ligurien, som var taget från republiken Genua. År 1847–1848 enades de savojarda staterna tillsammans i ett rättssystem, men huvudstaden var fortfarande i Turin, och beviljade en konstitution, Statuto Albertino. Den följande annekteringen av Lombardiet (1859), Centralitaliens förenade provinser och Bägge Sicilierna (1860), Venetien (1866) och Kyrkostaten (1870). Den 17 mars 1861, för att bättre återspegla den nya utsträckningen bytte Kungariket Sardinien namn till Kungariket Italien, och huvudstaden flyttades till Florens och så småningom till Rom.

## Regenter av Sardinien
- Jakob I av Sardinien 1297–1327
- Alfons I av Sardinien 1327–1336
- Peter I av Sardinien 1336–1387
- Johan I av Sardinien 1387–1396
- Martin I av Sardinien 1396–1410
- Ferdinand I av Sardinien 1412–1416
- Alfons II av Sardinien 1416–1458
- Johan II av Sardinien 1458–1479
- Ferdinand II av Sardinien 1479–1516
- Johanna I av Sardinien 1516–1555
- Karl I av Sardinien 1516–1555
- Filip I av Sardinien 1556–1598
- Filip II av Sardinien 1598–1621
- Filip III av Sardinien 1621–1665
- Karl II av Sardinien 1665–1700
- Filip IV av Sardinien 1700–1708
- Karl III av Sardinien 1708–1720
- Viktor Amadeus II av Sardinien 1720–1730
- Karl Emanuel III av Sardinien 1730–1773
- Viktor Amadeus III av Sardinien 1773–1796
- Karl Emanuel IV av Sardinien 1796–1802
- Viktor Emanuel I av Sardinien 1802–1821
- Karl Felix av Sardinien 1821–1831
- Karl Albert av Sardinien 1831–1849
- Viktor Emanuel II av Sardinien 1846–1861